# خانم قاضی
خانم قاضی یا خیانت (به ترکی استانبولی: Aldatmak) مجموعه تلویزیونی در ژانر درام محصول ۲۰۲۲ ترکیه است که توسط تیمور ساوجی و بوراک ساگیاشار تهیه شده و در تاریخ ۲۲ سپتامبر ۲۰۲۲ در شبکه ATV ترکیه به نمایش درآمد.